# タチアナ・シコレンコ
タチアナ・イヴァノーヴナ・シコレンコ（ロシア語: Татьяна Ивановна Шиколенко、英語: Tatyana Ivanovna Shikolenko、1968年5月10日 - ）は、ロシア・クラスノダール地方出身のやり投を専門とする女子陸上競技選手。世界陸上競技選手権大会にて2度銀メダルを獲得している。自己ベストは、2000年に記録した67m20。ミレラ・マンジャニとはライバル関係にあり、2度の銀メダル獲得時にマンジャニは優勝している。
ソビエト連邦解体後、ベラルーシ代表となるが、1996年に出生地であるロシアに国籍を変更した。姉のナタリア・シコレンコもやり投選手として成功したが、ナタリアはベラルーシ国籍のままである。

## 主な成績
| 年               | 大会                               | 開催地                   | 順位             | 記録             |
| ソビエト連邦代表 | ソビエト連邦代表                   | ソビエト連邦代表         | ソビエト連邦代表 | ソビエト連邦代表 |
| ---------------- | ---------------------------------- | ------------------------ | ---------------- | ---------------- |
| 1990             | グッドウィルゲームズ               | アメリカ合衆国シアトル   | 1位              | 59m06            |
| 1991             | ユニバーシアード                   | イギリスシェフィールド   | 1位              | 63m56            |
| ベラルーシ代表   |                                    |                          |                  |                  |
| 1993             | 世界選手権                         | ドイツシュトゥットガルト | 4位              | 65m18            |
| ロシア代表       |                                    |                          |                  |                  |
| 1997             | 世界選手権                         | ギリシャアテネ           | 8位              | 63m76            |
| 1998             | ヨーロッパ選手権                   | ハンガリーブダペスト     | 2位              | 66m92            |
| 1999             | 世界選手権                         | スペインセビリア         | 2位              | 66m37            |
| 2000             | IAAFグランプリファイナル           | カタールドーハ           | 4位              | 63m06            |
| 2001             | 世界選手権                         | カナダエドモントン       | 9位              | 60m91            |
| 2002             | ヨーロッパ選手権                   | ドイツミュンヘン         | 4位              | 63m24            |
| 2002             | IAAFグランプリファイナル           | フランスパリ             | 3位              | 62m25            |
| 2003             | 世界選手権                         | フランスパリ             | 2位              | 63m28            |
| 2003             | IAAFワールドアスレチックファイナル | ギリシャアテネ           | 1位              | 64m47            |